# 吉伦特派
吉倫特派（法語：Gironde）或吉倫特黨人（法語：girondins），是指在法國大革命從1791年到1795年期間，源自於吉倫特省的一個政治派別。有時也稱“布里索派”（Brissotins）或“長棍麵包派”（Baguettes）。吉倫特派由國民立法議會和國民公會的議員組成，代表為當時信奉自由主義的法國工商業資產階級。它由一群有着私人友谊的人们組成的沙龙一般的鬆散團體，而不是一個有組織的政黨。“吉伦特派”在國民立法議會中第一次非正式的出现，用于描述來自法國西南部吉倫特省代表們提出的独树一帜的觀點得支持者们。在1847年阿爾方斯·德·拉馬丁的《吉倫特派的歷史》出版之後就成為广为接受的名稱。。
吉倫特派的大部分成員都參加了雅各賓俱樂部，他們同时也是雅各賓社會運動支持者。但隨後和雅各賓俱樂部抱持激進主張的山嶽派发生衝突，从而最終導致1793年5月31日-6月2日的暴動。吉倫特派的成員們被集體處決从而导致其覆滅，同时也象征着雅各宾派恐怖統治的开始。
吉倫特領導人雅克·皮埃爾·布里索曾提出一個雄心勃勃的軍事計劃，通过征服德國西部萊茵河兩岸的土地，和支持波蘭和荷蘭的独立來控制西歐，并建立支持共和主义的英國，西班牙和義大利并将其纳入共和國势力范围。由此看出，在1792年至1793年期間吉倫特派是积极的主戰派。吉倫特派其他著名的人物包括讓-馬里·羅蘭和他的妻子羅蘭夫人。他們的盟友是英裔美国激进民主主义派思想家湯瑪斯·潘恩。布里索和羅蘭夫人被處決，然后逃亡的讓羅蘭，也因得知自己行踪被洩漏而自殺。之后潘恩被捕，并險遭處決。名作馬拉之死中的讓-保爾·馬拉，也正是被吉倫特派支持者夏綠蒂·科黛刺殺的，但隨後夏綠蒂·科黛也被處決。

## 歷史

### 興起

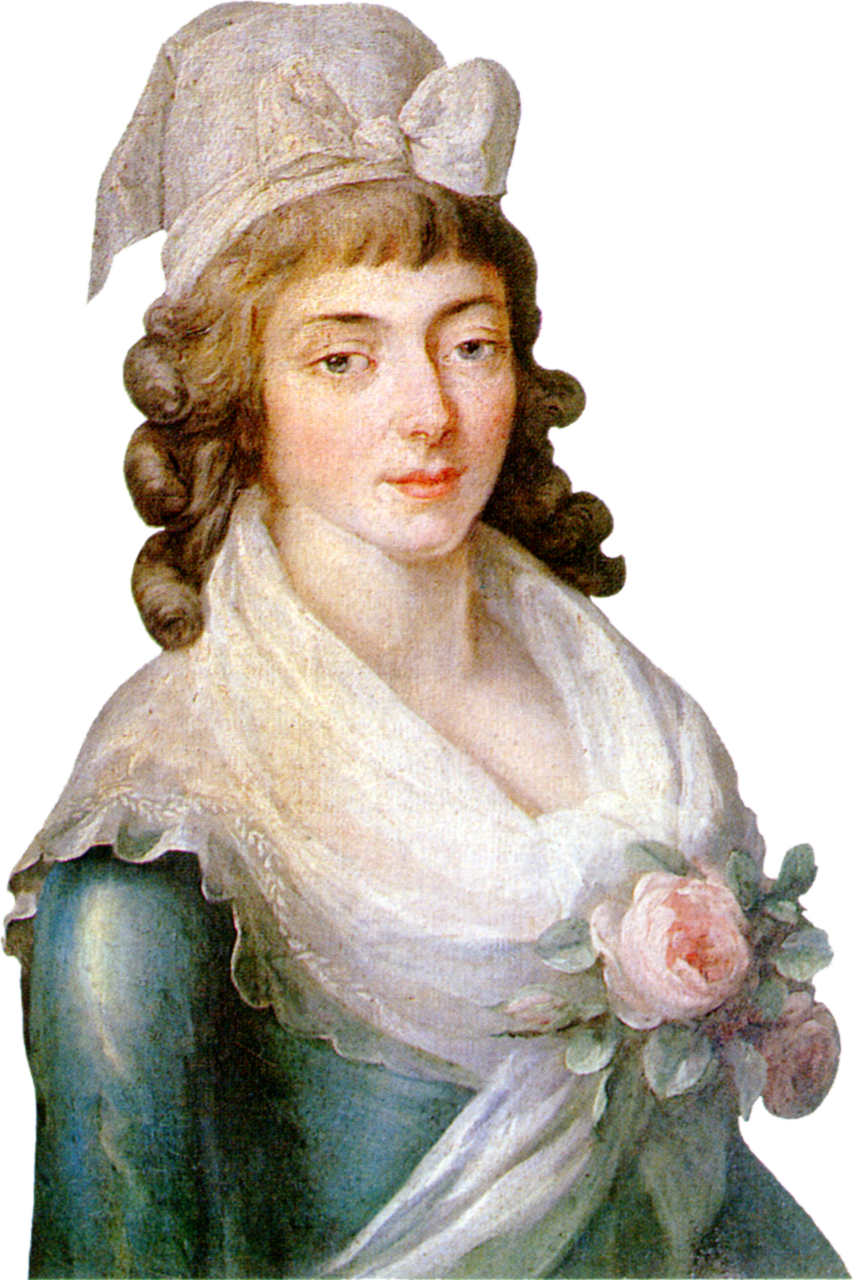
羅蘭夫人

十二個代表就組成了吉倫特派。在國民立法議會和國民公會兩個組織內有六個人代表吉倫特派。這些人五個是律師：皮埃尔·维克蒂尼安·韦尼奥、马格里特-埃利·加代、阿尔芒·让索内、讓-安托萬·拉法格·德·格朗熱納夫和一個新教牧師約翰·傑伊，以及一個商人讓·弗朗索瓦·迪科。在國民立法議會，他們代表的意見比起大多數穩健保皇主義的巴黎代表，雖然小巧精簡也尚未明確表達共和主張(反對君主制)，卻是相當“先進”的。
其他地方的一群代表加盟成為這些觀點的支持者，最引人注目的是尼古拉·德·孔多塞、克洛德·福謝、馬克·大衛·阿爾巴·拉蘇爾斯、馬克西曼·伊斯納爾、阿尔芒·德·凯尔桑、皮埃爾-亨利·拉里維埃，然而，最重要的是，雅克·皮埃爾·布里索、讓-馬里·羅蘭和在1791年11月16日當選巴黎市長的熱羅姆·佩蒂翁·德·維爾納夫，接替因受左派攻擊而辭職的市長讓·西爾萬·巴伊。
羅蘭夫人的沙龍成了他們聚會地點，對吉倫特派的理念和政策形成有個強大的影響力。但是，他們所擁有黨組織的凝聚力是由於布里索能量，後來被視為在雅各賓俱樂部大會的喉舌。因此也被稱之為“布里索派”（Brissotins）。“布里索派”和“吉倫特派”成為雅各賓俱樂部其他不同派別隨意謾罵斥責為民主敵人的名詞。
1792年8月10，巴黎公社的國民自衛軍和其他地區的國民軍共同攻入杜樂麗宮，路易十六簽署投降書後皇室受到國民立法議會的庇護，國王的權力被暫停。1792年9月20日，召集的國民公會第一個決議就正式的中止了君主制。
此後，“布里索派”和“吉倫特派”在國民公會也成為敵人攻擊的標靶。

### 外交政策
在國民立法議會，吉倫特派代表在的基於愛國熱忱反抗歐洲列強的民主革命原則下，他們支持一個对外积极扩张的外交政策。其领导人布里索就在国民议会中提出了一個雄心勃勃的軍事計劃，以傳播革命理念，之後被拿破崙實現。他呼籲國民公會在1795年達成的目標——通過对德國西部萊茵河兩岸的土地征服，建立独立的波蘭和荷蘭來控制西歐，並将英國，西班牙和義大利纳入共和國势力范围建立支持革命的政府。吉倫特派要求议会對奧地利宣戰，認為這會激起愛國志士的革命意识，并從君主專制政府解放被壓迫人民，同时也通过对外宣战測試國王路易十六对的忠誠度。因此在1792年至1793年，吉倫特派在國民立法議會是积极的主戰派。

### 山嶽派對抗吉倫特派
布里索的影響力還沒有被馬克西米連·羅伯斯比推翻時，吉倫特派是雅各賓俱樂部的主導力量。在國民立法議會主戰派取得優勢，毫不猶豫的挑起民粹的激情並脅迫俱樂部的成員配合他們革命的步伐。1792年，他們迫使國王於選擇他們的支持者夏尔·弗朗索瓦·迪穆里埃組閣，其中還有讓馬里·羅蘭、艾蒂安·克拉維埃和約瑟夫·馬里·塞爾旺·德·熱爾貝。1792年2月，他們被迫向奧地利哈布斯堡王朝宣戰。
所發生這一切，吉倫特派和山嶽派基本都是反對君主制。兩者也都是主張民主和共和，兩者之間沒有明顯的裂痕，都在擴大各自的影響力吸引支持，為了實現自己的理想。儘管吉倫特派被指責為聯邦主義者試圖削弱中央政府，但確實是和山嶽派一樣沒有分裂法蘭西的意圖。但，兩黨領導人在雅各賓俱樂部以及國民立法議會，從來都是明確的對立。
階級出身的氣質是兩黨最主要的區分界線。吉倫特派是激進的，教條主義者和理論家，而不是有實踐力的群體。他們從一開始主張開戰，1792年 4月20日，因軍隊的不足及領導的失誤造成嚴重的挫敗，他們最初鼓勵武裝請願，導致6月20日沒有具體結果的示威，但隨後驚惶，而一籌莫展。讓-馬里·羅蘭是他們精神的典型，將外交事務轉變為宣傳鼓動公民道德的小冊，各省放蕩的暴民放火焚燒城堡時也無力制止。隨著革命的發展，吉倫特派發現經常站在自己所導致結果的對立面。1792年8月10日廢棄君主制的軍變，和1792年發生的九月屠殺，名義上政府是他們控制著，但吉倫特派試圖撇清九月大屠殺的責任。
隨著1792年9月22日，國民公會的召開，吉倫特派志同道合的核心代表擴大了，如：布瓦耶-豐弗雷德，拉卡茲和弗朗索瓦·貝爾古安等五、六個中堅份子加入了的國民立法議會。新教牧師約翰·傑伊則加入了山嶽派。再加上先前國民制憲議會代表重返國民公會加入，他們的人數增加了，如拉博·聖艾蒂安、熱羅姆·佩蒂翁·德·維爾納夫和奥古斯丁·貝爾納·弗朗索瓦·勒戈阿茲爾·德凱韋萊岡，以及一些新人如：作家托马斯·潘恩，和受歡迎的政論家讓-路易·卡拉。

### 衰亡
吉倫特派提出召開國民公會暫停國王的職權。當路易十六不接受他們的勸告撤回他的否決，他們撤回不推翻帝制的承諾。當共和國成立後，他們焦急的掣肘他們曾經推動的革命運動。吉倫特派和歷史學家皮埃爾·克洛德·弗朗索瓦·多努在他回憶錄的觀點，被認為的太過於梳理和太過於美化處理吉倫特派，以至於不能及時長期的保持他們受到干擾的名氣，實際上他們更傾向致力於秩序的建立，這將意味著他們的權力保證。吉倫特派，在國民立法議會期間（1791年至1792年）曾經是激進的，在國民公會期間（1792年至1795年）成為保守派。
革命未能帶來所承諾的直接利益，這對吉倫特派造成困難，大眾會很容易經由感覺推斷革命已終結。更何況，他們意識到，不僅是他們的影響力，而且他們的安全性依賴於革命能夠繼續。
|                | 讓叛徒流血。這是拯救這個國家的唯一的途徑。 |
| ——讓-保爾·馬拉 |                                            |

在九月屠殺發生前如: 喬治·雅克·丹敦、馬克西米連·羅伯斯比、讓-保爾·馬拉以及他們的次級盟友都喊出血腥的口號。羅伯斯庇爾，痛恨吉倫特派，1792年9月就曾建議將他們列入取締的清單，山嶽派的人都渴望他們的垮臺。
一群包括一些吉倫特派準備了憲法草案，被稱為吉倫特憲法，這是在1793年年初提交給國民公會潘恩是其中之一的簽名者。
1793年3月份，前線戰爭失利，引爆內政危機。當時在國民公會中沒有明確派別的與會代表幾乎佔總數的一半，其餘的群體是布里索派和雅各賓派。吉倫特派，擁有國民公會多數席位，控制執行理事會和並有多位是內閣部長，布里索在那裡已經取代了羅伯斯庇爾，接管了各部門工作的控制權，他們相信自己立於不敗之地。他們的政策辯護人在敵對陣營沒有強大的競爭對手。他們的系統是建立在最純淨健全的判斷。但山嶽派他們的人缺乏論述或數字，卻因狂熱，或絕望，能量和勇氣而成就了他們。這會是特別有實效的資產。更激進的雅各賓派有其背後的巴黎公社，屬於各巴黎革命區的群眾和國民自衛軍，雅各賓俱樂部已經掌握了他們。對路易十六的審判，多數吉倫特派都贊成了“訴諸於人民”，這安排使攻擊他們為保皇派的說詞沒有依據。他們譴責巴黎的把持並號召各省徵集他們的需求，因此被質疑主張“聯邦制”。他們強化了革命公社第一個公告是廢除死刑，但在民眾顯露初步反對跡象時，就撤銷了該法令。
在凡事可疑的時代氛圍下，這種搖擺不定的政策是雙重致命的。讓-保爾·馬拉從來沒有停止過他的派系警告譴責：“法蘭西會被出賣成為廢墟”，他哭喊：“我們被出賣了！”（Nous sommes trahis!），在巴黎街頭的各個宗派間迴盪。
巴黎對吉倫特派日益增強的敵視，在大選時顯示這災難性的結果。前吉倫特派曾兩次當任戰爭部長的讓-尼古拉·帕什，因無能遭到責難，1793年2月4日被國民公會罷黜，但獲得讓-保爾·馬拉支持參選市長的職位，在1793年2月15日選舉中勝出。山嶽派實力因得到這個盟友的加入而顯著增強，而他想以獲得的新權力，報復罷黜他的前同事。市長帕什，與公社的檢察官皮埃爾·加斯帕爾·肖梅特和代理檢察官雅克·勒內·埃貝爾，掌握了48個巴黎革命區的武裝民兵，並準備以這武裝力量對付國民公會。
3月10日流產的騷亂吉倫特派感受到危機;1793年4月13日，吉倫特派以誹謗的罪名發出逮捕讓-保爾·馬拉的法令。他們無意中激起社會輿論對他們的諷刺批評，馬拉被公訴反而提高了聲望，4月24日革命法庭如預期宣判馬拉無罪。
5月18日，他們任命十二人委員會以調查巴黎公社和確保國民公會的安全。
5月24日，逮捕巴黎公社代理檢察官埃貝爾。  國民公會主席馬克西曼·伊斯納爾強硬的發言諭示了不祥的凶兆。第二天，雅各賓俱樂部的馬克西米連·羅伯斯庇爾號召人民起來反抗。雅各賓派宣告自己的革命暴動立場。在1793年5月27日和5月31日的暴亂，吉倫特派的政府中的功能已經被削弱了，在1793年6月2日，最終導致弗朗索瓦·昂里奥，巴黎國民衛隊負責人，逮捕清除了國民公會吉倫特派的代表。

### 恐怖統治
巴黎國民自衛隊指揮官，弗朗索瓦·昂里奥在讓-保爾·馬拉的協助下，擬定名單，並脅迫國民公會發出命令，包括22吉倫特派代表和十二人委員會中的10名成員，在“人身安全保障制度之下”留置在自己的住所。
有人服從，其中包括阿尔芒·让索内、马格里特-埃利·加代、皮埃尔·维克蒂尼安·韦尼奥、热罗姆·佩蒂翁·德·维尔纳夫、讓·比羅托和布瓦耶-豐弗雷德。其他的人，包括雅克·皮埃爾·布里索、讓-巴蒂斯特·盧韋·德·庫夫賴、弗朗索瓦·比佐、馬克·大衛·阿爾巴·拉蘇爾斯、讓-安托萬·拉法格·德·格朗熱納夫，等從巴黎逃脫，後續马格里特-埃利·加代、热罗姆·佩蒂翁·德·维尔纳夫及和讓·比羅托加入，組織推動各省對抗首都的運動。這種挑起內戰企圖改變了國民公會先前的猶豫和害怕。國民公會在1793年6月13日，投票確認巴黎市曾當之無愧的有功于國家，並下令留置監禁叛變各省的代表，他們在大會的位置由”遞補者”接替，開啟了強而有力的措施對抗在各省的反抗運動。1793年7月13日，吉倫特派支持者夏綠蒂·科黛刺殺了讓-保爾·馬拉，吉倫特派更增加的不受歡迎，並封死了自己的命運。
法國的迫在眉睫的危機，在東部有第一次反法同盟（奧地利、普魯士和英國）軍隊的前進，在西部有保皇黨及教會結合旺代省反徵兵叛亂的威脅，以及需要不惜一切代價防止內戰的爆發，是促成了隨之而來恐怖統治的因素。
1793年7月28日，國民公會發佈法令，宣佈21名代表為國家的敵人和叛徒。他們是夏爾-路易·安蒂布爾、小布瓦约、布瓦耶-豐弗雷德、雅克·皮埃爾·布里索、讓-路易·卡拉、加斯帕爾-塞弗蘭·迪沙泰爾、讓-弗朗索瓦·迪科、夏爾·埃萊奧諾·迪弗里什·德·瓦拉澤、讓·迪普拉、克洛德·福謝、让-弗朗索瓦·马丁·加尔迪安、阿尔芒·让索内、雅克·拉卡茲、馬克·大衛·阿爾巴·拉蘇爾斯、克洛德·羅曼·洛兹·德·佩雷、皮埃爾·勒阿爾迪、伯努瓦·萊斯泰爾-博韋、阿格里科爾·曼维埃尔、夏爾·亞歷克西·布呂拉爾、皮埃尔·维克蒂尼安·韦尼奥和路易-弗朗索瓦·塞巴斯蒂安·维热，其中五人來自吉倫特省的代表。
1793年10月24日，國民公會接受了在最後“起訴書”中的另外39人，指控他們背信棄義的野心，他們對巴黎的仇恨，他們是“聯邦主義者”，最重的指控是——他們該為背叛同僚企圖引發內戰負責。

### 吉倫特派的審判（1793年）

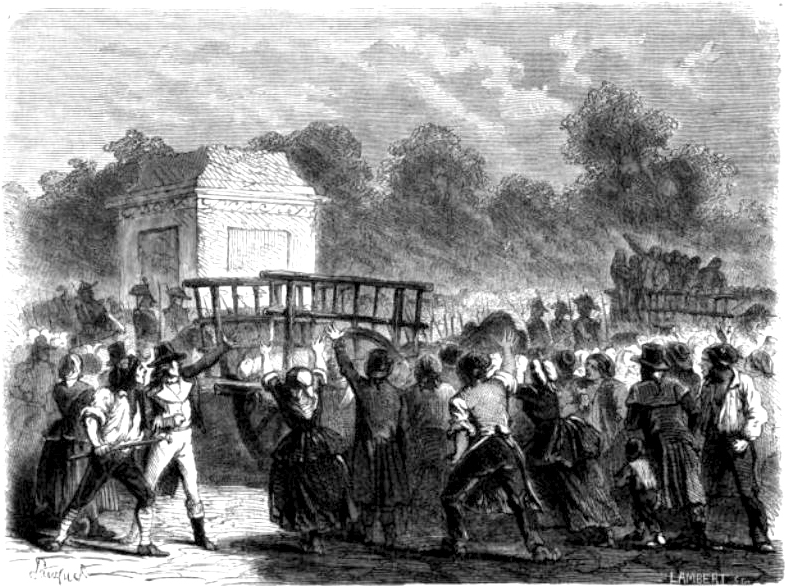
處決吉倫特人, 1862年木刻

1793年10月24日，革命法庭開始對起訴的21人進行審判，裁決是已經決定的結果。10月31日，他們走上斷頭台，36分鐘砍下22個頭顱。
那些單獨或群體已經出逃到外省者，大多數不是被抓獲處死，就是自殺了。這些人包括夏爾·讓·馬里·巴爾巴魯、弗朗索瓦·比佐、尼古拉·德·孔多塞、讓-安托萬·拉法格·德·格朗熱納夫、马格里特-埃利·加代、阿尔芒·德·凯尔桑、熱羅姆·佩蒂翁·德·維爾納夫、讓-保羅·拉博·聖艾蒂安和弗朗索瓦·特羅菲姆·勒貝基。1793年11月15日，讓-馬里·羅蘭他妻子被處決後一個星期，在盧昂自殺了。極少數逃脫者，其中包括讓-巴蒂斯特·盧韋·德·庫夫賴，他的回憶錄描繪出逃亡的苦難細節。

### 吉倫特派作為烈士
1794年7月27日羅伯斯庇爾垮臺後，吉倫特派倖存者努力重新進入國民公會，但直到1795年3月5日，他們才正式復職。同年10月3日，國民公會在嚴肅的亞西西聖方濟各瞻禮日舉行儀式推崇吉倫特派為“自由的烈士”。
在羅蘭夫人的自傳中，她強調女性美德和犧牲之間的連繫被大眾所認知而重塑她的歷史形象。1975年出版的德羅蘭夫人回憶錄，是她在1793年以吉倫特派同情者身分被關押在監獄時寫的。此書涵括了她為吉倫特派所做的工作，當時她的丈夫讓-馬里·羅蘭是內政部長。該書引起的迴響如同让-雅克·卢梭的《朱莉，還是新愛洛伊斯》通俗暢銷小說，將她的美德和母親在受苦和撫恤期間對她的犧牲連結在一起。羅蘭說，她母親的去世是她“從賢惠的女兒到革命女英雄的漫長歷程（odyssey）”的動能，引導她為她的自己的生活和政治信仰了最大的犧牲——她的死亡和犧牲。她幫助她的丈夫逃跑，1793年11月8日她被處決後一個星期，他丈夫也自殺了。

## 理念
吉倫特派是小貴族、佃農和資產階級的代表。由於其成員主要來自法國南部吉倫特省的波爾多，這群人有推動聯邦制的動機。
受到自由主義（自由民主制的理念，人權和孟德斯鳩的權力分立）的影響，吉倫特派最初支持君主立憲制。但“瓦雷纳出逃”發生後，路易十六企圖逃離巴黎啟動對革命的反擊，多數的吉倫特派成為共和派，少數成為保皇黨。
在執政的早期，吉倫特派支持的自由市場經濟和侵略性的外交政策，以及拿破崙的法國大革命戰爭。法國的吉倫特派也是第一個提出廢除奴隸制度主張者。
在1792年法蘭西第一共和國吉倫特派當政時期，因為沒有右派，政治光譜中，可放置在中間偏左的位置，但當1792年9月20日國民公會成立後，他們通常被認定為右派。

## 主要成員
- 雅克·皮埃爾·布里索 (負責人)
- 讓-馬里·羅蘭
- 羅蘭夫人
- 馬克西曼·伊斯納爾（英语：Maximin Isnard）
- 雅克·紀堯姆·圖雷（英语：Jacques Guillaume Thouret）
- 让-巴蒂斯特·特雷亚尔
- 皮埃尔·维克蒂尼安·韦尼奥
- 阿尔芒·让索内
- 尼古拉·德·孔多塞
- 皮埃尔·克洛德·弗朗索瓦·多努（英语：Pierre Claude François Daunou）
- 马格里特-埃利·加代
- 雅克·克洛德·伯尼奧（英语：Jacques Claude Beugnot）
- 路易·古斯塔夫·勒杜尔塞（英语：Louis Gustave le Doulcet, comte de Pontécoulant）
- 克洛德·福谢（英语：Claude Fauchet (revolutionist)）
- 弗朗索瓦·比佐（英语：François Buzot）
- 夏绿蒂·科黛
- 夏爾·讓·馬里·巴爾巴魯（英语：Charles Jean Marie Barbaroux）
- 弗朗索瓦·奧布里（法语：François Aubry）
- 夏爾-路易·安蒂布爾（法语：Charles-Louis Antiboul）

## 選舉結果
| 国民立法议会 |                 |                    |            |     |                    |
| 选举年份     | 总投票数        | 占总投票数的百分比 | 赢得席位数 | +/– | 领导人             |
| 国民公会     |                 |                    |            |     |                    |
| 1792年       | 705,600 (第3名) | 21.4               | 160 / 749  | –   | 雅克·皮埃爾·布里索 |